# Mahesh Bhupathi
Mahesh Bhupathi (Madras, 7 juni 1974) is een voormalig tennisser uit India. In het internationale tenniscircuit staat hij voornamelijk bekend als een dubbelspeler. Zo won hij 52 dubbelspeltoernooien waaronder vier grandslamtoernooien. In 1999 slaagden hij en zijn dubbelspelpartner Leander Paes erin om de finale te halen van alle vier grandslamtoernooien. Dat was niet meer gebeurd sinds 1952.
Op 26 maart 2001 kregen hij en zijn dubbelspelpartner Leander Paes de hoogste erkenning die men in India kan krijgen, namelijk de Padma Shri.
In september 2010 verloofde Bhupathi zich met Bollywoodactrice Lara Dutta, met wie hij op 16 februari 2011 trouwde. De twee hebben een dochter.
Hij is de bedenker van de International Premier Tennis League (IPTL), waarvan de eerste editie plaatsvond in 2014. In 2015 was daar een vervolg op.

## Palmares

### Enkelspel
| Nr.                          | Datum           | Toernooi | Ondergrond | Tegenstander in finale | Score         |
| ---------------------------- | --------------- | -------- | ---------- | ---------------------- | ------------- |
| gewonnen finales challengers |                 |          |            |                        |               |
| 1.                           | 23 oktober 1994 | Jakarta  | Hardcourt  | Igor Saric             | 6-2, 4-6, 6-4 |

### Dubbelspel
| Nr.                               | Datum             | Toernooi                 | Ondergrond    | Partner             | Tegenstanders in finale                 | Score                       |         |
| --------------------------------- | ----------------- | ------------------------ | ------------- | ------------------- | --------------------------------------- | --------------------------- | ------- |
| gewonnen finales mannendubbelspel |                   |                          |               |                     |                                         |                             |         |
| 1.                                | 13 april 1997     | ATP Chennai (1)          | Hardcourt     | Leander Paes        | Oleg Ogorodov Eyal Ran                  | 7-6, 7-5                    | details |
| 2.                                | 4 mei 1997        | ATP Praag                | Gravel        | Leander Paes        | Petr Luxa David Škoch                   | 6-1, 6-1                    | details |
| 3.                                | 3 augustus 1997   | ATP Montreal/Toronto (1) | Hardcourt     | Leander Paes        | Sébastien Lareau Alex O'Brien           | 7-6, 6-3                    | details |
| 4.                                | 17 augustus 1997  | ATP New Haven            | Hardcourt     | Leander Paes        | Sébastien Lareau Alex O'Brien           | 6-4, 6-7, 6-2               | details |
| 5.                                | 5 oktober 1997    | ATP Peking (1)           | Hardcourt (i) | Leander Paes        | Jim Courier Alex O'Brien                | 7-5, 7-6                    | details |
| 6.                                | 12 oktober 1997   | ATP Singapore            | Tapijt (i)    | Leander Paes        | Rick Leach Jonathan Stark               | 6-4, 6-4                    | details |
| 7.                                | 11 januari 1998   | ATP Doha                 | Hardcourt     | Leander Paes        | Olivier Delaître Fabrice Santoro        | 6-4, 3-6, 6-4               | details |
| 8.                                | 15 februari 1998  | ATP Dubai (1)            | Hardcourt     | Leander Paes        | Donald Johnson Francisco Montana        | 6-2, 7-5                    | details |
| 9.                                | 12 april 1998     | ATP Chennai (2)          | Hardcourt     | Leander Paes        | Olivier Delaître Maks Mirni             | 6-7, 6-3, 6-2               | details |
| 10.                               | 17 mei 1998       | ATP Rome (1)             | Gravel        | Leander Paes        | Ellis Ferreira Rick Leach               | 6-4, 4-6, 7-6               | details |
| 11.                               | 11 oktober 1998   | ATP Shanghai             | Tapijt (i)    | Leander Paes        | Todd Woodbridge Mark Woodforde          | 6-4, 6-7, 7-6               | details |
| 12.                               | 8 november 1998   | ATP Parijs (1)           | Hardcourt (i) | Leander Paes        | Jacco Eltingh Paul Haarhuis             | 6-4, 6-2                    | details |
| 13.                               | 11 april 1999     | ATP Chennai (3)          | Hardcourt     | Leander Paes        | Wayne Black Neville Godwin              | 4-6, 7-5, 6-4               | details |
| 14.                               | 6 juni 1999       | Roland Garros (1)        | Gravel        | Leander Paes        | Goran Ivanišević Jeff Tarango           | 6-2, 7-5                    | details |
| 15.                               | 4 juli 1999       | Wimbledon                | Gras          | Leander Paes        | Paul Haarhuis Jared Palmer              | 6-7(10), 6-3, 6-4, 7-6(4)   | details |
| 16.                               | 28 mei 2000       | ATP Sankt Pölten         | Gravel        | Andrew Kratzmann    | Andrea Gaudenzi Diego Nargiso           | 7-6(10), 6-7(2), 6-4        | details |
| 17.                               | 15 oktober 2000   | ATP Tokio                | Hardcourt     | Leander Paes        | Michael Hill Jeff Tarango               | 6-4, 6-7(1), 6-3            | details |
| 18.                               | 19 april 2001     | ATP Atlanta              | Gravel        | Leander Paes        | Rick Leach David MacPherson             | 6-3, 7-6(7)                 | details |
| 19.                               | 6 mei 2001        | ATP Houston              | Gravel        | Leander Paes        | Kevin Kim Jim Thomas                    | 7-6(4), 6-2                 | details |
| 20.                               | 10 juni 2001      | Roland Garros (2)        | Gravel        | Leander Paes        | Petr Pála Pavel Vízner                  | 7-6(5), 6-3                 | details |
| 21.                               | 12 augustus 2001  | ATP Cincinnati (1)       | Hardcourt     | Leander Paes        | Martin Damm David Prinosil              | 7-6(3), 6-3                 | details |
| 22.                               | 6 januari 2002    | ATP Chennai (4)          | Hardcourt     | Leander Paes        | Tomáš Cibulec Ota Fukarek               | 5-7, 6-2, 7-5               | details |
| 23.                               | 5 mei 2002        | ATP Mallorca             | Gravel        | Leander Paes        | Julian Knowle Michael Kohlmann          | 6-2, 6-4                    | details |
| 24.                               | 19 mei 2002       | ATP Hamburg              | Gravel        | Jan-Michael Gambill | Jonas Björkman Todd Woodbridge          | 6-2, 6-4                    | details |
| 25.                               | 25 augustus 2002  | ATP Long Island          | Hardcourt     | Mike Bryan          | Petr Pála Pavel Vízner                  | 6-3, 6-4                    | details |
| 26.                               | 8 september 2002  | US Open                  | Hardcourt     | Maks Mirni          | Jiří Novák Radek Štěpánek               | 6-3, 3-6, 6-4               | details |
| 27.                               | 13 april 2003     | ATP Estoril              | Gravel        | Maks Mirni          | Lucas Arnold Ker Mariano Hood           | 6-1, 6-2                    | details |
| 28.                               | 20 april 2003     | ATP Monte Carlo          | Gravel        | Maks Mirni          | Michaël Llodra Fabrice Santoro          | 6-4, 3-6, 7-6(6)            | details |
| 29.                               | 10 augustus 2003  | ATP Montreal/Toronto (2) | Hardcourt     | Maks Mirni          | Jonas Björkman Todd Woodbridge          | 6-3, 7-6(4)                 | details |
| 30.                               | 5 oktober 2003    | ATP Moskou               | Tapijt (i)    | Maks Mirni          | Wayne Black Kevin Ullyett               | 6-3, 7-5                    | details |
| 31.                               | 19 oktober 2003   | ATP Madrid               | Hardcourt (i) | Maks Mirni          | Wayne Black Kevin Ullyett               | 6-2, 2-6, 6-3               | details |
| 32.                               | 18 januari 2004   | ATP Auckland             | Hardcourt     | Fabrice Santoro     | Jiří Novák Radek Štěpánek               | 4-6, 7-5, 6-3               | details |
| 33.                               | 7 maart 2004      | ATP Dubai (2)            | Hardcourt     | Fabrice Santoro     | Jonas Björkman Leander Paes             | 6-2, 4-6, 6-4               | details |
| 34.                               | 9 mei 2004        | ATP Rome (2)             | Gravel        | Maks Mirni          | Wayne Arthurs Paul Hanley               | 2-6, 6-3, 6-4               | details |
| 35.                               | 11 juli 2004      | ATP Båstad               | Gravel        | Jonas Björkman      | Simon Aspelin Todd Perry                | 4-6, 7-6(2), 7-6(6)         | details |
| 36.                               | 1 augustus 2004   | ATP Montreal/Toronto (3) | Hardcourt     | Leander Paes        | Jonas Björkman Maks Mirni               | 6-4, 6-2                    | details |
| 37.                               | 16 januari 2005   | ATP Sydney               | Hardcourt     | Todd Woodbridge     | Arnaud Clément Michaël Llodra           | 6-3, 6-3                    | details |
| 38.                               | 17 september 2006 | ATP Peking (2)           | Hardcourt     | Mario Ančić         | Michael Berrer Kenneth Carlsen          | 6-4, 6-3                    | details |
| 39.                               | 1 oktober 2006    | ATP Mumbai               | Hardcourt     | Mario Ančić         | Rohan Bopanna Mustafa Ghouse            | 6-4, 6-7(6), [10-8]         | details |
| 40.                               | 12 augustus 2007  | ATP Montreal/Toronto (4) | Hardcourt     | Pavel Vízner        | Paul Hanley Kevin Ullyett               | 6-4, 6-4                    | details |
| 41.                               | 26 augustus 2007  | ATP New Haven            | Hardcourt     | Nenad Zimonjić      | Mariusz Fyrstenberg Marcin Matkowski    | 6-3, 6-3                    | details |
| 42.                               | 2 maart 2008      | ATP Memphis              | Hardcourt (i) | Nenad Zimonjić      | Sanchai Ratiwatana Sonchat Ratiwatana   | 7-6(5), 6-2                 | details |
| 43.                               | 9 maart 2008      | ATP Dubai (3)            | Hardcourt     | Mark Knowles        | Martin Damm Pavel Vízner                | 7-5, 7-6(7)                 | details |
| 44.                               | 26 oktober 2008   | ATP Bazel                | Hardcourt (i) | Mark Knowles        | Christopher Kas Philipp Kohlschreiber   | 6-3, 6-3                    | details |
| 45.                               | 16 augustus 2009  | ATP Montreal/Toronto (5) | Hardcourt     | Mark Knowles        | Maks Mirni Andy Ram                     | 6-4, 6-3                    | details |
| 46.                               | 14 november 2010  | ATP Parijs (2)           | Hardcourt (i) | Maks Mirni          | Mark Knowles Andy Ram                   | 7-5, 7-5                    | details |
| 47.                               | 9 januari 2011    | ATP Chennai (5)          | Hardcourt     | Leander Paes        | Robin Haase David Martin                | 6-2, 6-7(3), [10-7]         | details |
| 48.                               | 3 april 2011      | ATP Miami                | Hardcourt     | Leander Paes        | Maks Mirni Daniel Nestor                | 6-7(5), 6-2, [10-5]         | details |
| 49.                               | 21 augustus 2011  | ATP Cincinnati (2)       | Hardcourt     | Leander Paes        | Michaël Llodra Nenad Zimonjić           | 7-6(4), 7-6(2)              | details |
| 50.                               | 3 maart 2012      | ATP Dubai (4)            | Hardcourt     | Rohan Bopanna       | Mariusz Fyrstenberg Marcin Matkowski    | 6-4, 3-6, [10-5]            | details |
| 51.                               | 4 november 2012   | ATP Parijs (3)           | Hardcourt (i) | Rohan Bopanna       | Aisam-ul-Haq Qureshi Jean-Julien Rojer  | 7-6(6), 6-3                 | details |
| 52.                               | 2 maart 2013      | ATP Dubai (5)            | Hardcourt     | Michaël Llodra      | Robert Lindstedt Nenad Zimonjić         | 7-6(6), 7-6(6)              | details |
| verloren finales mannendubbelspel |                   |                          |               |                     |                                         |                             |         |
| 1.                                | 27 juli 1997      | ATP Los Angeles          | Hardcourt     | Rick Leach          | Sébastien Lareau Alex O'Brien           | 6-7, 4-6                    | details |
| 2.                                | 23 november 1997  | ATP World Tour Finals    | Tapijt (i)    | Leander Paes        | Rick Leach Jonathan Stark               | 3-6, 4-6, 6-7               | details |
| 3.                                | 18 oktober 1998   | ATP Singapore            | Tapijt (i)    | Leander Paes        | Todd Woodbridge Mark Woodforde          | 2-6, 3-6                    | details |
| 4.                                | 1 november 1998   | ATP Stuttgart            | Hardcourt (i) | Leander Paes        | Sébastien Lareau Alex O'Brien           | 3-6, 6-3, 5-7               | details |
| 5.                                | 31 januari 1999   | Australian Open          | Hardcourt     | Leander Paes        | Jonas Björkman Patrick Rafter           | 3-6, 6-4, 4-6, 7-6(10), 4-6 | details |
| 6.                                | 12 september 1999 | US Open                  | Hardcourt     | Leander Paes        | Sébastien Lareau Alex O'Brien           | 6-7(7), 4-6                 | details |
| 7.                                | 21 november 1999  | ATP World Tour Finals    | Tapijt (i)    | Leander Paes        | Sébastien Lareau Alex O'Brien           | 3-6, 2-6, 2-6               | details |
| 8.                                | 18 juni 2000      | ATP Halle                | Gras          | David Prinosil      | Nicklas Kulti Mikael Tillström          | 6-7(4), 6-7(4)              | details |
| 9.                                | 17 december 2000  | ATP World Tour Finals    | Hardcourt     | Leander Paes        | Donald Johnson Piet Norval              | 6-7(8), 3-6, 4-6            | details |
| 10.                               | 19 augustus 2001  | ATP Indianapolis         | Hardcourt     | Sébastien Lareau    | Mark Knowles Brian MacPhie              | 6-7(5), 7-5, 4-6            | details |
| 11.                               | 7 oktober 2001    | ATP Moskou               | Tapijt (i)    | Jeff Tarango        | Maks Mirni Sandon Stolle                | 3-6, 0-6                    | details |
| 12.                               | 28 oktober 2001   | ATP Bazel                | Tapijt (i)    | Leander Paes        | Ellis Ferreira Rick Leach               | 6-7(3), 4-6                 | details |
| 13.                               | 4 november 2001   | ATP Parijs               | Hardcourt (i) | Leander Paes        | Ellis Ferreira Rick Leach               | 6-3, 4-6, 3-6               | details |
| 14.                               | 16 juni 2002      | ATP Londen               | Gras          | Maks Mirni          | Wayne Black Kevin Ullyett               | 5-7, 3-6                    | details |
| 15.                               | 11 augustus 2002  | ATP Cincinnati           | Hardcourt     | Maks Mirni          | James Blake Todd Martin                 | 5-7, 3-6                    | details |
| 16.                               | 18 augustus 2002  | ATP Indianapolis         | Hardcourt     | Maks Mirni          | Mark Knowles Daniel Nestor              | 6-7(4), 7-6(5), 4-6         | details |
| 17.                               | 20 oktober 2002   | ATP Madrid               | Hardcourt (i) | Maks Mirni          | Mark Knowles Daniel Nestor              | 3-6, 5-7, 0-6               | details |
| 18.                               | 12 januari 2003   | ATP Sydney               | Hardcourt     | Joshua Eagle        | Paul Hanley Nathan Healey               | 6-7(3), 4-6                 | details |
| 19.                               | 18 mei 2003       | ATP Hamburg              | Gravel        | Maks Mirni          | Mark Knowles Daniel Nestor              | 4-6, 6-7(10)                | details |
| 20.                               | 15 juni 2003      | ATP Londen               | Gras          | Maks Mirni          | Mark Knowles Daniel Nestor              | 7-5, 4-6, 6-7(3)            | details |
| 21.                               | 6 juli 2003       | Wimbledon                | Gras          | Maks Mirni          | Jonas Björkman Todd Woodbridge          | 6-3, 3-6, 6-7(4), 3-6       | details |
| 22.                               | 12 oktober 2003   | ATP Wenen                | Hardcourt (i) | Maks Mirni          | Yves Allegro Roger Federer              | 6-7(7, 5-7                  | details |
| 23.                               | 17 oktober 2004   | ATP Moskou               | Tapijt (i)    | Jonas Björkman      | Igor Andrejev Nikolaj Davydenko         | 6-3, 3-6, 4-6               | details |
| 24.                               | 9 januari 2005    | ATP Chennai              | Hardcourt     | Jonas Björkman      | Yen-Hsun Lu Rainer Schüttler            | 5-7, 6-4, 6-7(4)            | details |
| 25.                               | 4 maart 2007      | ATP Dubai                | Hardcourt     | Radek Štěpánek      | Fabrice Santoro Nenad Zimonjić          | 5-7, 7-6(3), [7-10]         | details |
| 26.                               | 6 april 2008      | ATP Miami                | Hardcourt     | Mark Knowles        | Bob Bryan Mike Bryan                    | 2-6, 2-6                    | details |
| 27.                               | 27 april 2008     | ATP Monte Carlo          | Gravel        | Mark Knowles        | Rafael Nadal Tommy Robredo              | 3-6, 3-6                    | details |
| 28.                               | 22 juni 2008      | ATP Rosmalen             | Gras          | Leander Paes        | Mario Ančić Jürgen Melzer               | 6-7(5), 3-6                 | details |
| 29.                               | 24 augustus 2008  | ATP New Haven            | Hardcourt     | Mark Knowles        | Marcelo Melo André Sa                   | 5-7, 2-6                    | details |
| 30.                               | 19 oktober 2008   | ATP Madrid               | Hardcourt (i) | Mark Knowles        | Mariusz Fyrstenberg Marcin Matkowski    | 4-6, 2-6                    | details |
| 31.                               | 1 februari 2009   | Australian Open          | Hardcourt     | Mark Knowles        | Bob Bryan Mike Bryan                    | 6-2, 5-7, 0-6               | details |
| 32.                               | 26 april 2009     | ATP Barcelona            | Gravel        | Mark Knowles        | Daniel Nestor Nenad Zimonjić            | 3-6, 6-7(9)                 | details |
| 33.                               | 13 september 2009 | US Open                  | Hardcourt     | Mark Knowles        | Lukáš Dlouhý Leander Paes               | 6-3, 3-6, 2-6               | details |
| 34.                               | 4 april 2010      | ATP Miami                | Hardcourt     | Maks Mirni          | Lukáš Dlouhý Leander Paes               | 2-6, 5-7                    | details |
| 35.                               | 18 april 2010     | ATP Monte Carlo          | Gravel        | Maks Mirni          | Daniel Nestor Nenad Zimonjić            | 3-6, 0-2, opgave            | details |
| 36.                               | 22 augustus 2010  | ATP Cincinnati           | Hardcourt     | Maks Mirni          | Bob Bryan Mike Bryan                    | 3-6, 4-6                    | details |
| 37.                               | 7 november 2010   | ATP Valencia             | Hardcourt (i) | Maks Mirni          | Andy Murray Jamie Murray                | 6-7(8), 7-5, [7-10]         | details |
| 38.                               | 28 november 2010  | ATP World Tour Finals    | Hardcourt     | Maks Mirni          | Daniel Nestor Nenad Zimonjić            | 6-7(6), 4-6                 | details |
| 39.                               | 30 januari 2011   | Australian Open          | Hardcourt     | Leander Paes        | Bob Bryan Mike Bryan                    | 3-6, 4-6                    | details |
| 40.                               | 12 juni 2011      | ATP Londen               | Gras          | Leander Paes        | Bob Bryan Mike Bryan                    | 7-6(2), 6-7(4), [6-10]      | details |
| 41.                               | 19 augustus 2012  | ATP Cincinnati           | Hardcourt     | Rohan Bopanna       | Robert Lindstedt Horia Tecău            | 4-6, 4-6                    | details |
| 42.                               | 14 oktober 2012   | ATP Shanghai             | Hardcourt     | Rohan Bopanna       | Leander Paes Radek Štěpánek             | 7-6(7), 3-6, [5-10]         | details |
| 43.                               | 12 november 2012  | ATP World Tour Finals    | Hardcourt     | Rohan Bopanna       | Marcel Granollers Marc López            | 5-7, 6-3, [3-10]            | details |
| 44.                               | 19 mei 2013       | ATP Rome                 | Gravel        | Rohan Bopanna       | Bob Bryan Mike Bryan                    | 2-6, 3-6                    | details |
| gewonnen finales challengers      |                   |                          |               |                     |                                         |                             |         |
| 1.                                | 18 december 1994  | Adelaide                 | Gras          | Dick Norman         | Scott Draper Peter Tramacchi            | 7-6, 7-6                    |         |
| 2.                                | 10 september 1995 | Aruba                    | Hardcourt     | Leander Paes        | Jose Antonio Conde Christo van Rensburg | 6-4, 4-6, 7-6               |         |
| 3.                                | 28 april 1996     | Fergana                  | Hardcourt     | Leander Paes        | Geoff Grant Maurice Ruah                | 6-3, 7-6                    |         |
| 4.                                | 8 september 1996  | Aruba                    | Hardcourt     | Leander Paes        | Grant Stafford Sébastien Leblanc        | 6-2, 6-3                    |         |
| 5.                                | 15 september 1996 | Chennai                  | Hardcourt     | Leander Paes        | Sander Groen Oleg Ogorodov              | 7-5, 6-1                    |         |
| 6.                                | 29 september 1996 | Peking                   | Hardcourt     | Peter Tramacchi     | Nir Welgreen Andy Zingman               | 6-2, 6-3                    |         |
| 7.                                | 3 november 1996   | Ahmedabad                | Gravel        | Leander Paes        | Georg Blumauer Udo Plamberger           | 6-3, 3-6, 6-3               |         |
| 8.                                | 12 januari 1997   | Singapore                | Hardcourt (i) | Leander Paes        | Michael Joyce Scott Melville            | 6-4, 4-6, 7-6               |         |
| 9.                                | 23 februari 1997  | Kyoto                    | Tapijt (i)    | Wayne Black         | Satoshi Iwabuchi Takao Suzuki           | 6-4, 6-7(4), 6-1            |         |
| 10.                               | 27 april 1997     | Praag                    | Gravel        | Leander Paes        | Devin Bowen Tuomas Ketola               | 6-4, 6-0                    |         |
| 11.                               | 11 mei 1997       | Jeruzalem                | Hardcourt     | Leander Paes        | Wayne Black Kevin Ullyett               | 6-7, 6-2, 6-7               |         |
| 12.                               | 1 maart 1998      | Hồ Chí Minh              | Hardcourt     | Peter Tramacchi     | Maks Mirni Kevin Ullyett                | 6-4, 6-0                    |         |
| 13.                               | 21 februari 2016  | New Delhi                | Hardcourt     | Yuki Bhambri        | Saketh Myneni Sanam Singh               | 6-3, 4-6, [10-5]            |         |

## Resultaten grandslamtoernooien
| Legenda | Legenda                          |
| ------- | -------------------------------- |
| g.t.    | geen toernooi gehouden           |
| l.c.    | lagere categorie                 |
| –       | niet deelgenomen                 |
| G       | uitgeschakeld in de groepsfase   |
| 1R      | uitgeschakeld in de eerste ronde |
| 2R      | uitgeschakeld in de tweede ronde |
| 3R      | uitgeschakeld in de derde ronde  |
| 4R      | uitgeschakeld in de vierde ronde |
| KF      | uitgeschakeld in de kwartfinale  |
| HF      | uitgeschakeld in de halve finale |
| F       | de finale verloren               |
| W       | het toernooi gewonnen            |
| w-v     | winst/verlies-balans             |

### Enkelspel
| Toernooi        | 1995 | 1996 | 1997 | 1998 | 1999 | 2000 |
| --------------- | ---- | ---- | ---- | ---- | ---- | ---- |
| Australian Open | –    | –    | –    | –    | –    | –    |
| Roland Garros   | –    | –    | –    | –    | –    | –    |
| Wimbledon       | –    | –    | 1R   | 1R   | –    | 1R   |
| US Open         | 1R   | –    | –    | –    | –    | –    |

### Mannendubbelspel
| Grandslamtoernooien   |      |      |               |               |               |       |               |               |               |       |               |               |               |       |               |               |               |       |               |               |               |      |         |
| Australian Open       | –    | –    | 1R            | HF            | F             | –     | 1R            | 2R            | 1R            | KF    | KF            | 3R            | KF            | HF    | F             | 1R            | F             | 3R    | 3R            | 2R            | 1R            | 2R   | 41-19   |
| Roland Garros         | –    | –    | 2R            | HF            | W             | 2R    | W             | HF            | KF            | HF    | 1R            | KF            | HF            | 1R    | 3R            | 2R            | 2R            | 1R    | 1R            | –             | 1R            |      | 40-16   |
| Wimbledon             | –    | –    | 1R            | 2R            | W             | 3R    | 1R            | KF            | F             | 3R    | 2R            | 1R            | –             | 1R    | KF            | 3R            | 2R            | 2R    | KF            | –             | 1R            |      | 29-16   |
| US Open               | 2R   | –    | HF            | HF            | F             | 1R    | 1R            | W             | KF            | 3R    | 3R            | 1R            | 2R            | 3R    | F             | 2R            | KF            | 1R    | 1R            | –             | –             |      | 38-17   |
| winst-verlies         | 1-1  | 0-0  | 5-4           | 13-4          | 22-2          | 3-3   | 6-3           | 14-3          | 10-4          | 10-4  | 6-4           | 5-4           | 8-3           | 6-4   | 15-4          | 4-4           | 10-4          | 3-4   | 5-4           | 1-1           | 0-3           | 1-1  | 148-68  |
| Tennis Masters Cup    |      |      |               |               |               |       |               |               |               |       |               |               |               |       |               |               |               |       |               |               |               |      |         |
| ATP World Tour Finals | –    | –    | F             | G             | F             | F     | –             | G             | G             | G     | –             | –             | –             | G     | HF            | F             | HF            | F     | –             | –             | –             |      | 24-23   |
| ATP Masters 1000      |      |      |               |               |               |       |               |               |               |       |               |               |               |       |               |               |               |       |               |               |               |      |         |
| Indian Wells          | –    | –    | –             | –             | HF            | –     | 1R            | 2R            | 2R            | HF    | 1R            | 1R            | 1R            | KF    | 2R            | 1R            | 2R            | 1R    | 1R            | –             | –             | –    | 11-14   |
| Miami                 | –    | –    | 2R            | 1R            | 2R            | –     | –             | KF            | 1R            | 2R    | KF            | –             | 1R            | F     | 1R            | F             | W             | HF    | 2R            | 1R            | –             | –    | 23-14   |
| Monte Carlo           | –    | –    | –             | HF            | 2R            | –     | HF            | 1R            | W             | KF    | KF            | HF            | 2R            | F     | KF            | F             | –             | 2R    | –             | –             | –             | –    | 22-13   |
| Madrid                | l.c. | l.c. | l.c.          | l.c.          | l.c.          | l.c.  | l.c.          | F             | W             | HF    | KF            | 1R            | –             | F     | 2R            | –             | –             | HF    | KF            | –             | 1R            | 2R   | 16-10   |
| Hamburg               | –    | –    | –             | KF            | 2R            | 2R    | 1R            | W             | F             | 2R    | KF            | 1R            | 2R            | 2R    | l.c.          | l.c.          | l.c.          | l.c.  | l.c.          | l.c.          | l.c.          | l.c. | 12-9    |
| Rome                  | –    | –    | –             | W             | 1R            | 1R    | 1R            | KF            | HF            | W     | HF            | 2R            | 1R            | 2R    | HF            | 2R            | 2R            | HF    | KF            | –             | 1R            |      | 21-14   |
| Montréal/Toronto      | –    | –    | W             | HF            | –             | KF    | 1R            | 2R            | W             | W     | KF            | –             | W             | KF    | W             | HF            | 2R            | 2R    | –             | –             | –             |      | 28-9    |
| Cincinnati            | –    | –    | KF            | 1R            | 2R            | 1R    | W             | F             | HF            | KF    | KF            | 2R            | 2R            | HF    | HF            | F             | W             | F     | –             | –             | –             |      | 27-14   |
| Stuttgart             | –    | –    | KF            | F             | –             | 2R    | KF            | l.c.          | l.c.          | l.c.  | l.c.          | l.c.          | l.c.          | l.c.  | l.c.          | l.c.          | l.c.          | l.c.  | l.c.          | l.c.          | l.c.          | l.c. | 6-4     |
| Shanghai              | l.c. | l.c. | l.c.          | l.c.          | l.c.          | l.c.  | l.c.          | l.c.          | l.c.          | l.c.  | l.c.          | l.c.          | l.c.          | l.c.  | HF            | KF            | HF            | F     | –             | –             | –             |      | 8-4     |
| Parijs                | –    | –    | 1R            | W             | 2R            | 1R    | F             | 2R            | –             | HF    | –             | –             | –             | 2R    | 2R            | W             | 2R            | W     | –             | –             | –             |      | 16-9    |
| Olympische Spelen     |      |      |               |               |               |       |               |               |               |       |               |               |               |       |               |               |               |       |               |               |               |      |         |
| Olympische Spelen     | g.t. | 2R   | geen toernooi | geen toernooi | geen toernooi | 2R    | geen toernooi | geen toernooi | geen toernooi | HF    | geen toernooi | geen toernooi | geen toernooi | KF    | geen toernooi | geen toernooi | geen toernooi | 2R    | geen toernooi | geen toernooi | geen toernooi |      | 8-6     |
| Statistieken          |      |      |               |               |               |       |               |               |               |       |               |               |               |       |               |               |               |       |               |               |               |      |         |
| titels per jaar       | 0    | 0    | 6             | 6             | 3             | 2     | 4             | 5             | 5             | 5     | 1             | 2             | 2             | 3     | 1             | 1             | 3             | 2     | 1             | 0             | 0             | 0    | 52      |
| totaal winst-verlies  | 4-4  | 4-10 | 45-15         | 55-18         | 40-16         | 28-21 | 48-20         | 56-21         | 56-22         | 53-22 | 36-22         | 23-21         | 29-19         | 45-24 | 39-21         | 34-21         | 34-17         | 35-23 | 16-14         | 2-3           | 1-5           | 3-4  | 686-363 |
| eindejaarsranking     | 162  | 106  | 11            | 3             | 2             | 39    | 6             | 4             | 7             | 7     | 19            | 30            | 21            | 6     | 7             | 6             | 7             | 11    | 35            | 344           | 699           |      |         |